# Sturmer
Sturmer is een civil parish in het bestuurlijke gebied Braintree, in het Engelse graafschap Essex met 492 inwoners.

## Geboren
- Charlotte Rampling (1946), actrice, model